# Línea 123 (EMT Madrid)
La línea 123 de la EMT de Madrid une la Plaza de Legazpi con Butarque.

## Características
La línea se creó en febrero de 1992 entre Legazpi y El Espinillo. Posteriormente, el 22 de enero de 1994, prolonga su recorrido hasta Villaverde Bajo para conectar con la estación de Renfe y finalmente, el 17 de septiembre de 2018 se prolongó a Butarque.
Comunica el intercambiador multimodal de Legazpi con el barrio de San Fermín (distrito de Usera), El Espinillo, Oroquieta, Villaverde Bajo y Butarque (distrito de Villaverde).
Su recorrido se complementa con la línea 23, con la que comparte recorrido por San Fermín. También se complementa con la línea 85 entre el Cruce de Villaverde y Butarque.

### Frecuencias
| Lunes a viernes laborables |               |
| De 6:00 a 21:00            | 11-17 minutos |
| De 21:00 a 23:00           | 16-22 minutos |
| Sábados laborables         |               |
| De 6:00 a 23:00            | 19-25 minutos |
| Domingos y festivos        |               |
| De 7ː00 a 10ː00            | 25-37 minutos |
| De 10:00 a 22:00           | 20-27 minutos |
| De 22ː00 a 23ː00           | 25-35 minutos |

## Recorrido y paradas

### Sentido Butarque
La línea inicia su recorrido en la Plaza de Legazpi, junto al antiguo matadero. Desde esta plaza sale por el Puente de Andalucía, que franquea el río Manzanares y llega a la Glorieta de Cádiz, en la cual la línea toma la salida de la calle Antonio López en dirección este.
Llegando al final de la calle de Antonio López, la línea se desvía por la calle González Feito, que recorre entera girando al final a la derecha por el Camino de Perales, que cruza en puente sobre la Avenida de la Paz.
A continuación, la línea gira a la izquierda por la calle San Mario, que recorre entera continuando sobre la calle Estafeta, su continuación natural, y después la calle Antequera, prolongación natural de la calle Estafeta, todas ellas dentro del barrio de San Fermín.
Al final de la calle Antequera, llega la línea a la Glorieta de San Martín de la Vega, donde toma la salida a la Avenida de Orovilla, por la que circula franqueando la autopista M-40, y entrando en el barrio de El Espinillo. Dentro de este barrio circula por la Avenida de Orovilla, la Avenida de la Felicidad y la calle Unanimidad, al final de la cual gira a la izquierda por la Carretera de Villaverde a Vallecas.
A continuación, la línea circula por la Carretera de Villaverde a Vallecas hasta llegar al Cruce de Villaverde, donde se desvía en dirección a Villaverde Bajo por la calle Juan José Martínez Seco. Dentro de este barrio, circula por las calles Campos Ibañez, Eduardo Maristany y Vicente Carballal. Después toma las calles Av. Rosales, Zafiro, Berrocal, Ganados del Salobral, Maricara y Los Llanos, donde establece su cabecera de Butarque.
| Código | Parada                             | Común con      | Conexiones con Metro y Cercanías | Otros |
| ------ | ---------------------------------- | -------------- | -------------------------------- | ----- |
| 1425   | LEGAZPI                            | 22 79          | Legazpi                          |       |
| 930    | Antonio López-Avenida de Córdoba   | 23             |                                  |       |
| 932    | Antonio López-Vado                 | 23             |                                  |       |
| 934    | Antonio López-Socuéllamos          | 23             |                                  |       |
| 936    | González Feito                     | 23             |                                  |       |
| 3192   | González Feito-Antonio López       | 23             |                                  |       |
| 5124   | Camino de Perales-San Mario        | 23             |                                  |       |
| 937    | San Mario                          | 23 78          |                                  |       |
| 939    | Estafeta-Carabelos                 | 23 78          |                                  |       |
| 941    | Estafeta-Navascúes                 | 23 78          |                                  |       |
| 943    | Estafeta-Avenida San Fermín        | 23 78          |                                  |       |
| 2839   | Glorieta San Martín de la Vega     | 23 78          |                                  |       |
| 4113   | Orovilla-Silvina                   |                |                                  |       |
| 3193   | Orovilla-Centro Comercial          |                |                                  |       |
| 3195   | Orovilla-Generosidad               |                |                                  |       |
| 3197   | Orovilla-Felicidad                 | 23             |                                  |       |
| 4871   | Felicidad-Unanimidad               | 23             |                                  |       |
| 3198   | Unanimidad-Alianza                 |                |                                  |       |
| 4833   | Carretera de Vallecas-Coalición    | 130            |                                  |       |
| 1796   | Carretera de Vallecas-Villafuerte  | 130            |                                  |       |
| 1794   | Carretera de Vallecas-Sáhara       | 23 130         |                                  |       |
| 1440   | Martínez Seco-Villaverde Cruce     | 85 411         | Villaverde Bajo Cruce            |       |
| 1442   | Martínez Seco-Benita López         | 85             |                                  |       |
| 1444   | Martínez Seco-Diamante             | 85 411         |                                  |       |
| 1446   | Campos Ibáñez-Martínez Seco        | 85             |                                  |       |
| 5085   | Campos Ibáñez-Paseo de la Estación | 85 411         |                                  |       |
| 4980   | Villaverde Bajo Cercanías          | 85 411         | Villaverde Bajo                  |       |
| 4981   | Vicente Carballal                  | 85             |                                  |       |
| 5856   | Los Rosales-Níquel                 | 85 411 412 415 |                                  |       |
| 4982   | Centro Cultural Los Rosales        | 85 411 412 415 |                                  |       |
| 3203   | Berrocal-Bario                     | 85             |                                  |       |
| 5072   | Berrocal-Canchal                   | 85             |                                  |       |
| 3205   | Berrocal-Silvinita                 | 85             |                                  |       |
| 5074   | Plaza de los Metales               | 85             |                                  |       |
| 4312   | Ganados del Salobral               | 85             |                                  |       |
| 4739   | Ganados del Salobral-Maricara      | 85             |                                  |       |
| 4314   | BUTARQUE (C/ Llanos, 3)            | 85             |                                  |       |

### Sentido Legazpi
El recorrido es igual al de ida, pero en sentido contrario.
| Código | Parada                                                | Común con      | Conexiones con Metro y Cercanías | Otros |
| ------ | ----------------------------------------------------- | -------------- | -------------------------------- | ----- |
| 4314   | BUTARQUE (C/ Llanos, 3)                               | 85             |                                  |       |
| 4313   | Plaza de los Metales (C/ Villaverde a Perales de Río) | 85             |                                  |       |
| 5073   | Plaza de los Metales                                  | 85             |                                  |       |
| 3255   | Berrocal-Limonita                                     | 85             |                                  |       |
| 4984   | Berrocal-Canchal                                      | 85             |                                  |       |
| 3257   | Berrocal-Bario                                        | 85             |                                  |       |
| 3753   | Centro Cultural Los Rosales                           | 85             |                                  |       |
| 4983   | Centro Cultural Los Rosales (Av. Rosales)             | 85 411 412 415 |                                  |       |
| 3752   | Avenida de los Rosales-Matachel                       | 85             |                                  |       |
| 1449   | Villaverde Bajo Cercanías                             | 85 411         | Villaverde Bajo                  |       |
| 5086   | Campos Ibáñez-Paseo de la Estación                    | 85 411         |                                  |       |
| 1450   | Andrea Jordán                                         | 85 411         |                                  |       |
| 1445   | Martínez Seco-Diamante                                | 85 411         |                                  |       |
| 1443   | Martínez Seco-Benita López                            | 85             |                                  |       |
| 1441   | Martínez Seco-Villaverde Cruce                        | 85 411         | Villaverde Bajo Cruce            |       |
| 1793   | Carretera de Vallecas-Sáhara                          | 23 130         |                                  |       |
| 1795   | Carretera de Vallecas-Villafuerte                     | 130            |                                  |       |
| 4834   | Carretera de Vallecas-Coalición                       | 130            |                                  |       |
| 3199   | Unanimidad-Alianza                                    | 23             |                                  |       |
| 5371   | Alianza-Coalición                                     |                |                                  |       |
| 3200   | Orovilla-Dulzura                                      | 23             |                                  |       |
| 3196   | Orovilla-Generosidad                                  |                |                                  |       |
| 3194   | Orovilla-Centro Comercial                             |                |                                  |       |
| 4114   | Orovilla-Silvina                                      |                |                                  |       |
| 945    | Glorieta San Martín de la Vega                        | 23 78          |                                  |       |
| 944    | Estafeta-Avenida San Fermín                           | 23 78          |                                  |       |
| 943    | Estafeta-Navascúes                                    | 23 78          |                                  |       |
| 940    | Estafeta-Carabelos                                    | 23 78          |                                  |       |
| 938    | San Mario                                             | 23 78          |                                  |       |
| 5125   | Camino de Perales-San Mario                           | 23             |                                  |       |
| 946    | Camino de Perales-Aniceto Pérez                       | 23             |                                  |       |
| 935    | Antonio López-Socuéllamos                             | 23             |                                  |       |
| 933    | Antonio López-Vado                                    | 23             |                                  |       |
| 931    | Antonio López-Avenida de Córdoba                      | 23             |                                  |       |
| 1425   | LEGAZPI                                               | 22 79          | Legazpi                          |       |